# Головков Ігор Михайлович
Ігор Михайлович Головков (рос. Игорь Михайлович Головков; 17 травня 1990, м. Москва, СРСР) — російський хокеїст, захисник. Виступає за «Витязь» (Чехов) у Континентальній хокейній лізі.
Вихованець хокейної школи ЦСКА (Москва). Виступав за «Динамо» (Москва), «Драммонвіль Волтіжерс» (QMJHL), ХК ВМФ (Санкт-Петербург).
У складі молодіжної збірної Росії учасник чемпіонату світу 2009. У складі юніорської збірної Росії учасник чемпіонату світу 2008.
Досягнення
- Бронзовий призер молодіжного чемпіонату світу (2009)
- Срібний призер юніорського чемпіонату світу (2008).